# 노도희
노도희(盧都熹, 1995년 12월 13일~)는 대한민국의 쇼트트랙 선수이다.

## 학력
- 탑동초등학교
- 평촌중학교
- 평촌고등학교
- 한국체육대학교 체육학과

## 주요 성적 및 수상
- 2015년 ISU 쇼트트랙 월드컵 3차 대회 여자 3000m 계주 금메달
- 2015년 ISU 쇼트트랙 월드컵 3차 대회 여자 1500m 동메달
- 2015년 ISU 쇼트트랙 월드컵 5차 대회 여자 1500m 1차 레이스 은메달
- 2014년 ISU 쇼트트랙 월드컵 3차 대회 여자 3000m 계주 금메달
- 2014년 제29회 전국남녀 종합 쇼트트랙 스피드스케이팅 선수권대회 여자 종합 1위

수상내역
- 2014년 제29회 전국남녀 종합 쇼트트랙 스피드스케이팅 선수권대회 여자 3000m 슈퍼파이널 1위
- 2014년 제29회 전국남녀 종합 쇼트트랙 스피드스케이팅 선수권대회 여자 1500m
- 2014년 제29회 전국남녀 종합 쇼트트랙 스피드스케이팅 선수권대회 여자 1000m 1위
- 2014년 ISU 주니어 쇼트트랙 세계선수권대회 종합 1위
- 2014년 ISU 주니어 쇼트트랙 세계선수권대회 여자 3000m 계주 1위
- 2014년 ISU 주니어 쇼트트랙 세계선수권대회 여자 1500m 슈퍼파이널 1위
- 2014년 ISU 주니어 쇼트트랙 세계선수권대회 여자 1500m 1위
- 2014년 제95회 전국동계체육대회 쇼트트랙 여자고등부 3000m 계주 은메달
- 2014년 제95회 전국동계체육대회 쇼트트랙 여자고등부 3000m 금메달
- 2014년 제95회 전국동계체육대회 쇼트트랙 여자고등부 1500m 금메달

수상내역
- 2013년 ISU 주니어 쇼트트랙 세계선수권대회 여자 종합 1위
- 2013년 ISU 주니어 쇼트트랙 세계선수권대회 여자 3000m 릴레이 1위
- 2013년 ISU 주니어 쇼트트랙 세계선수권대회 여자 1500m 슈퍼파이널 1위
- 2013년 ISU 주니어 쇼트트랙 세계선수권대회 여자 1000m 2위
- 2013년 ISU 주니어 쇼트트랙 세계선수권대회 여자 1500m 1위

## 같이 보기
- 노진규
- 심석희
- 김아랑
- 조해리
- 노선영
- 이정수